# Abdução (ufologia)

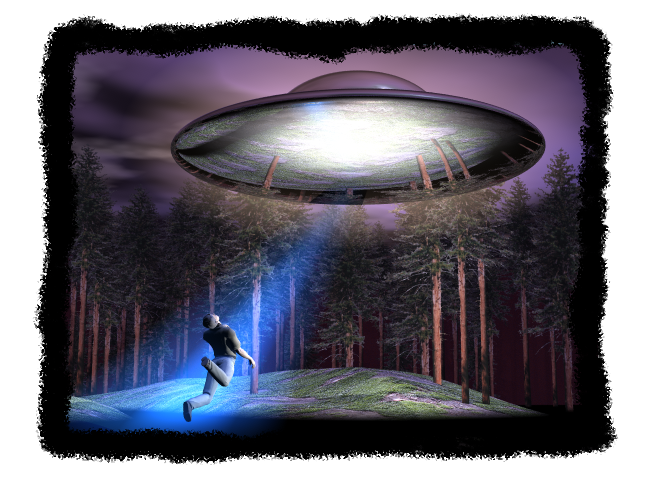
Ilustração do suposto fenômeno de abdução

Em um contexto de ufologia, o termo abdução é usado para descrever, relatar, afirmar ou simplesmente levantar a hipótese de raptos, desaparecimentos temporários ou memórias supostamente reais de pessoas que teriam sido levadas secretamente, contra a própria vontade ou não, por entidades aparentemente não humanas ou de natureza e origem desconhecidas, e então submetidas a procedimentos físicos e psicológicos de complexidade não-compreendida.
Uma parte das pessoas que afirmam ou alegam ter sido abduzidas relata exames semelhantes a exames médicos, porém uma parte deles forçada, invasiva e não voluntária. A natureza dos relatos de abduzidos varia, negativamente ou positivamente, com alguns relatando experiências assustadoras ou traumáticas e outros relatando uma experiência agradável ou transformadora.
O suposto fenômeno da abdução gera uma atenção substancial de cientistas, cuja maioria nega objetivamente os relatos existentes ou questiona se os fatos realmente aconteceram da forma como são descritos. Essas tentativas de explicações dadas para os relatos são muitas, incluindo sugestionabilidade, psicopatologias e hipnose.
Uma das primeiras narrativas ousadas de suposta abdução a ter ampla divulgação foi o caso de Betty e Barney Hill, em 1961. Porém, uma grande variedade de relatos de abdução tem sido feita ao redor do mundo, mas é mais comum em países de língua inglesa, principalmente os Estados Unidos. 
Supostas abduções por alienígenas têm sido assunto de teorias de conspiração e têm sido abordadas em trabalhos de ficção científica como Arquivo X.

## A narrativa da abdução
Os reclamantes de abdução relatam sentimentos incomuns antes do início de uma experiência de abdução. Esses sentimentos se manifestam como um desejo compulsivo de estar em um determinado lugar em um determinado momento ou como expectativas de que algo "familiar, ainda desconhecido", ocorrerá em breve. Abduzidos também relatam sentimento de ansiedade grave, não dirigida neste momento, embora nada de incomum realmente ocorreu ainda. Este período de presságio pode durar até vários dias antes que a abdução ocorra ou esteja completamente ausente.